# Моя Цыганиада
Моя цыганиада — шестой студийный альбом американской рок-группы Gogol Bordello, выпущенный 29 ноября 2011 года. Это первый альбом группы, выпущенный на русском языке. Основная тема — иммиграция, интернациональность, любовь к воспоминаниям о родине и страсть к путешествиям.

## Список композиций
| №   | Название                                                                | Длительность |
| --- | ----------------------------------------------------------------------- | ------------ |
| 1.  | «Трансмиграция (Мы с тобой заодно)»                                     | 4:09         |
| 2.  | «Моя Цыганиада (Трансконтинентальный Hustle)»                           | 3:51         |
| 3.  | «Бесконечное Буги (С участием Марианны Эберт)»                          | 4:50         |
| 4.  | «Песенка об Одессе (на стихи Владимира Высоцкого)»                      | 2:31         |
| 5.  | «Баллада о Любви (на стихи Владимира Высоцкого)»                        | 6:03         |
| 6.  | «Да Повыкурим, Да Повызнобим»                                           | 1:06         |
| 7.  | «Динамо (Песня футбольных фанатов, с участием фан клуба 'Динамо Киев')» | 3:31         |
| 8.  | «Києве мій (С участием фан клуба 'Динамо Киев')»                        | 3:08         |
| 9.  | «Плывет Моряк»                                                          | 2:33         |
| 10. | «Stivali E Colbacco»                                                    | 3:56         |
| 11. | «Трансконтинентальный Hustle (Ремикс Гудзь Рея)»                        | 4:20         |